# Reichtum ohne Gier
Reichtum ohne Gier. Wie wir uns vor dem Kapitalismus retten ist ein Buch der Politikerin Sahra Wagenknecht, das am 10. März 2016 im Campus-Verlag erschien.

## Inhalt
Die Hauptaussage der ökonomischen Analyse Wagenknechts ist: Der moderne oligarchische Kapitalismus verstärkt Ungleichheit, blockiert Innovation oder monopolisiert sie. Dieser „Wirtschaftsfeudalismus“ besteht darin, dass Menschen sich ein arbeitsloses Einkommen ohne Leistung für die Gesellschaft verschaffen. Sie leben vom Betriebsvermögen und damit von der Arbeit anderer oder erben wirtschaftliches Vermögen und damit Macht über andere.
Der Kern der Macht der oberen Zehntausend und der Ursprung ihrer leistungslosen Bezüge ist die heutige Verfassung des Wirtschaftseigentums. (. . .) Auch zu Beginn des 21. Jahrhunderts konzentrieren sich in der Verfügung der reichsten 1 Prozent die wichtigsten wirtschaftlichen Ressourcen. Erneut arbeiten 99 Prozent der Bevölkerung zum überwiegenden Teil, direkt oder indirekt, für den Reichtum dieses neuen Geldadels. 
Die Folge dieser Entwicklung ist die Schwächung der Mittelschicht und das Entstehen einer neuen Klassengesellschaft.
Die Oberschicht sitzt im Penthouse, hat die Fahrstühle außer Betrieb gesetzt und die Leitern hochgezogen. Der Rest kann froh sein, wenn er wenigstens auf seiner Etage bleiben darf.
Jenseits der bisherigen Systeme, die Markt oder Staat und Planwirtschaft und Privatwirtschaft als ausschließliche Formen des Wirtschaftsordnung darstellten, sieht sie ein neues Ordnungsmodell. Lösungen sieht sie etwa in „Gemeinwohlunternehmen“ für öffentlich wichtige Wirtschaftsbereiche und in der Regulierung des Finanzsektors durch den Staat, wobei nicht profitorientierte „Gemeinwohlbanken“ den wirtschaftlichen Finanzbedarf sichern. Dazu kommen die Personengesellschaft, deren Eigentümer mit seinem Privatvermögen haftet, und die Mitarbeitergesellschaft, die wie eine Stiftung, beispielsweise die Carl-Zeiss-Stiftung, sich selbst gehört.

Besonders erschwert werde die Situation durch den globalisierten Kapitalismus, der durch demokratische Institutionen nicht mehr kontrolliert werden könne. Wagenknecht plädiert daher gegen die Auflösung der staatlichen Souveränität und damit für nationalstaatliche Konzepte und für die demokratische Kontrolle in supranationalen Organisationen. Europäisierung und Globalisierung nutze in der gegenwärtigen Situation nur den Konzernen auf Kosten der Arbeitnehmer. 
Demokratie und Sozialstaat wurden aus gutem Grund im Rahmen einzelner Nationalstaaten erkämpft, und sie verschwinden mit dem Machtverlust ihrer Parlamente und Regierungen. Es existiert daher auf absehbare Zeit vor allem eine Instanz, in der echte Demokratie leben kann und für deren Re-Demokratisierung wir uns einsetzen müssen: das ist der historisch entstandene Staat mit seinen verschiedenen Ebenen.

## Rezensionen
Peter Gauweiler hebt in seiner Rezension der Süddeutschen Zeitung hervor, das „wirklich gut geschriebene“ Buch der klar denkenden Ökonomin Wagenknecht bezeuge, dass sie das retten wolle, was „uns allen“ wichtig sei: Marktwirtschaft und Demokratie. Sie habe sich von Anfang an „ein Verständnis des Wertekanons der bundesrepublikanischen Gründerväter erarbeitet, das manchen geborenen BRDler erblassen lassen könnte“ und verstehe die ordoliberalen Grundlagen der Sozialen Marktwirtschaft Erhards und Oppenheimers, die sie zu Recht in der krisenfreien positiven Anfangszeit der Bundesrepublik realisiert sehe. Erst für die ab 1990 von der „entfremdeten Finanzwirtschaft“ dominierte Wirtschaft wende sie Begriff und Bezeichnung „Kapitalismus“ an, da das Investmentbanking mittlerweile zur Gefährdung des Unternehmertums geworden sei. Die Schlussfolgerung, Eigentum neu zu denken, klinge ein wenig bedrohlich, obwohl „Mitarbeitergesellschaften“ und „Gemeinwohlgesellschaften“ gemeint seien. Beim Thema Erbschaft bestehe Diskussionsbedarf, aber auch dieser Teil sei klar und informativ und enthalte Wesentliches.
Als zwiespältig, „etwas schlicht, aber nicht unzutreffend“, beurteilt Armin Pfahl-Traughber im Humanistischen Pressedienst das Werk Wagenknechts. Zutreffend sei, dass der Kapitalismus nicht mehr dem Freiheits- und Leistungsprinzip der Marktwirtschaft entspreche, er sei zur Lebenslüge geworden, ihm fehle die Legitimation. Die kapitalistische Form von Ökonomie unterscheide sich von der marktwirtschaftlichen darin, „dass in ihm nicht allein mit Kapital reproduziert wird, sondern um des Kapitals willen, dass in ihm also die Erträge auf das eingesetzte Kapital das eigentliche Ziel der Produktion sind“ (S. 129f.). Wagenknechts Vorschläge zur Verbesserung und ihre populärwissenschaftlichen und moralisierenden Argumentationen seien jedoch oberflächlich. Die Alternativen blieben trotz Wagenknechts realistischer Sicht bedauerlicherweise „inhaltlich und strategisch mehr als nur diffus“.
Der damalige Chefredakteur des Neuen Deutschland, Tom Strohschneider, kritisierte, dass in der Schrift der Begriff Ausbeutung gar nicht erst auftaucht. Ebenso vermisse man einen Hinweis darauf, wie die Vorschläge zur Umgestaltung der eigentumsrechtlichen Setzungen politisch durchgebracht werden sollen.
Markus Günther betont in der Rezension der FAZ anerkennend, in dem klugen, ideenreichen und fundierten Buch werde im Kern die richtige Frage angesprochen: „Warum gelingt es dem angeblich so überlegenen System eines freiheitlich organisierten Kapitalismus nicht, den vorhandenen Reichtum gerechter zu verteilen und aus den enormen Produktivitätssteigerungen ein Kapital zu schlagen, das allen und nicht nur wenigen zugutekommt?“ Wagenknechts Vorschläge überraschten vor allem durch die Akzentuierung nationalstaatlicher Lösungen. In der Ablehnung der EU und der gemeinsamen Währung berühre sich die Linke Wagenknecht mit der AfD, andererseits seien ihre Vorschläge zur Reform des Finanzmarktes „klassisch links“. Anders als bei Bernie Sanders vermisst Günther bei Wagenknecht aber ein Konzept zur realpolitischen Umsetzung.
Ulrich Busch kritisiert dagegen in der insgesamt „soliden Leistung“ Wagenknechts die romantische Konzeption der Gemeinschaftsbanken. „Dieser Ansatz widerspricht der Komplexität entwickelter Volkswirtschaften und der umfangreichen Funktionen, die Banken darin zu erfüllen haben. Diese auf bestimmte ‚Kernaufgaben‘ reduzieren zu wollen, käme einer Amputation der Geldwirtschaft gleich.“ Anerkennend vermerkt er jedoch Wagenknechts Ablehnung von Vollgeld und bedingungslosem Grundeinkommen. Ein Problem sieht er im theoretischen Rahmen (zwei Arten von Kapitalismus) und in der Abweichung der marktwirtschaftlichen Konzeption Wagenknechts von den kapitalismuskritischen Prinzipien ihrer Partei.
Sebastian Puschner lobt in Der Freitag die progressive zukunftsorientierte Ausrichtung Wagenknechts, ihre unkonventionelle Anknüpfung an Christian Felber und Mariana Mazzucato, ihren kritischen Blick für die Möglichkeiten der digitalen Ökonomie. Schwierigkeiten mit ihrer Parteibasis sieht er in ihrer Betonung nationaler Lösungen.
Max Otte bescheinigt dem „fundamental kritischen Werk“ der „unbeugsamen“ Parlamentarierin Unabhängigkeit und eine breite Wissensgrundlage. Das für ihn spannendste Kapitel sei „Eigentum neu Denken“, da der moderne Kapitalismus Eigentum absolut setze. Ein besonderes Problem sei bei Kapitalgesellschaften die Trennung von Haftung und Eigentum. So entstehen in der Oberschicht nicht nur leistungs-, sondern auch haftungsfreie Einkommen. Die Vorschläge Wagenknechts zur Umgestaltung des Eigentums an Unternehmen seien durchaus bedenkenswert.

Vom kommunistischen Rand des Meinungsspektrums aus sieht Peter Schwarz von der trotzkistischen world socialist website Wagenknechts Darstellung als „zynische Begründung eines ethnisch homogenen Nationalstaats mit der Demokratie“. Ihr Buch lese sich „wie das Klagelied eines Kleinbürgers, der sich von der Macht des großen Kapitals erdrückt fühlt, weil er seinem eigenen sozialen Aufstieg im Weg steht“. Ihr idyllisches Bild einer dem Allgemeinwohl dienenden Marktwirtschaft sei eine Idealisierung der stockkonservativen Adenauer-Ära. Das Verdikt über diese nur scheinbar neuen Ideen hätten schon Marx und Engels ausgesprochen: 
Der kleinbürgerliche Sozialismus „zergliedere zwar „höchst scharfsinnig die Widersprüche in den modernen Produktionsverhältnissen“, wolle aber „die modernen Produktions- und Verkehrsmittel in den Rahmen der alten Eigentumsverhältnisse, die von ihnen gesprengt wurden, gesprengt werden mussten, gewaltsam wieder einsperren“, schrieben sie im „Kommunistischen Manifest“. Dies sei „reaktionär und utopisch zugleich“.